# Ардахан (ил)
Ардаха́н (тур. Ardahan, арм. Արդահան, груз. არდაჰანი) — ил на северо-востоке Турции.

## География
Ил Ардахан на востоке граничит с Республикой Армения, на севере — с Грузией. Граничит с илами: Артвин и Эрзурум на западе, Карс на юге.
На территории ила расположены истоки и верховья Куры. Озеро Чылдыр (сток в бассейн Аракса).

## Название
Источники указывают, что именно провинция (а не город) исторически носила название Ардахан (груз. არტაანი, Артаани). Грузинские исследователи утверждают, что в именах Ардануч, Артвин и Ардахан можно выделить хурритский корень ард-/арт-, означающий «город», который также присутствует в названии места Картли. Также существует теория, что корень арт- может быть именем божества или места поклонения
В русской историографии провинция традиционно называлась Ардаган. Армяне именовали провинцию Ардахан (арм. Արդահան [Ardahan]), грузины же — Артаани/Артани (груз. არტაანი/არტანი).

## История
В 1578 году территория Ардахана была включена в Османскую империю. С 1878 году территория современного ила вошла в состав Российской империи. Составляла Ардаганский округ Карской области. В 1918 году отошла Турции. Окончательно был закреплён за Турцией в 1921 года. Ил создан в 1993 году из северной части территории ила Карс.

## Население
Население — 133 756 жителей (2009).
Крупнейший город Ардахан (17 тыс. жителей в 2000 году).
В XVII веке большинство жителей санджака Ардаган были грузины. Феодалы и часть населения к тому времени приняли ислам.

## Административное деление
Ил Ардахан делится на 6 районов:
1. Ардахан (Ardahan)
2. Чылдыр (Çıldır)
3. Дамал (Damal)
4. Гёле (Göle)
5. Ханак (Hanak)
6. Пософ (Posof)

## Экономика
Через территорию провинции проходит Нефтепровод Баку — Тбилиси — Джейхан.

## Достопримечательности
- Каджисцихе